# Ron Van Riet
Pour les articles homonymes, voir Van Riet.
Ron Van Riet de son vrai nom Ronald Van Riet, né le 10 août 1946 à Anvers (province d'Anvers), est un auteur de bande dessinée belge néerlandophone, connu pour sa collaboration au Studio Vandersteen. 

## Biographie
Ronald Van Riet naît le 10 août 1946, à Anvers. 
Il s'inscrit au Stedelijk Instituut voor Sierkunsten en Ambachten (Institut des Arts et Métiers décoratifs de la ville d'Anvers, un établissement d'enseignement secondaire). Il commence sa carrière en effectuant des missions comme indépendant pour la photogravure Steurs. Il est dessinateur et encreur des studios Vandersteen depuis 1970. Il collabore à la production Bessy pour le marché allemand et il devient directeur du studio « Bessy » en 1980. Sont ainsi traduites en français les 128e aventures du chien colley intitulées L'Évadé (1978) et les 151e aventures intitulées Le Cavalier éclair (1984) publiées aux éditions Erasme. Van Riet est notamment le dessinateur de la série Robert et Bertrand de 1985 jusqu'à la fin sur des scénarios de Marck Meul. En 1987, ensemble ils réalisent la bande dessinée publicitaire Un bon départ publiée aux éditions Standaard, pour promouvoir l'épargne à la banque CERA (aujourd'hui banque KBC).
À l'arrêt de la série Robert et Bertrand, il commence à travailler comme artiste indépendant pour Woepie, le supplément pour enfants du quotidien flamand Het Laatste Nieuws. Pour Suske en Wiske Weekblad [« Bob et Bobette hebdomadaire »], il anime la série Zwik en Zwak avec Pug : une bande dessinée humoristique autour de deux clowns, le petit étant Zwik, le grand Zwak. Il réalise également des illustrations pour des livres pour enfants et éducatifs.
Il travaille avec Eddy Ryssack sur la bande dessinée publicitaire Het Flying Circus. Il reprend également le personnage Woepie de ce même auteur dans Het Laatste Nieuws. Il signe les bandes dessinées de Jeff Broeckx Gaston en Leo et De Bobbejaanstory.
En 1998, Van Riet dessine la bande dessinée pédagogique et historique De Wolf van Sint-Pieter [« Le Loup de Saint-Pierre »] avec un texte d'Edward de Maesschalck pour le Davidsfonds. Il réalise encore d'autres bandes promotionnelles : Graag Gedaan (1996), Le Collectionneur colérique (1999) et La Parabole des aveugles (2002) pour la Communauté flamande.
En outre, on lui doit la participation à l'album collectif Flash Back (Comic! Events, 1995) et l'affiche du 6e festival festival de Maasmechelen en 2010.
Il rend hommage à Marc Sleen dans Marc Sleen 80. De enige echte (2002). En 2005, il apporte une contribution graphique à Suske en Wiske 60 Jaar ! (2005), qui rendait hommage à Bob et Bobette de Willy Vandersteen, et plus tard fait de même pour Pom dans Op Het Spoor van Pom (2011).
Il fait une apparition dans l'album de Robert et Bertrand Een Toren voor Parijs.

## Œuvres
Liste des publications en français

### Bessy
- 128. L'Évadé[3], Erasme, Anvers, avril 1978
Scénario : Willy Vandersteen - Dessin : Ron Van Riet - Couleurs : quadrichromie -  (ISBN 90-02-01189-X)
- 151. Le Cavalier éclair[4], Erasme, Anvers, novembre 1984
Scénario : Willy Vandersteen - Dessin : Ron Van Riet - Couleurs : quadrichromie -  (ISBN 90-02-01836-3)

### Albums de bande dessinée promotionnelle
- Un bon Départ[5], Standaard, Anvers, novembre 1984
Scénario : Mark Meul - Dessin : Ron Van Riet - Couleurs : quadrichromie -  (ISBN 90-02-01836-3)
- Le Collectionneur colérique[6], Communauté flamande, 1999
Scénario : Jansen et Janssen - Dessin : Ron Van Riet - Couleurs : quadrichromie,Histoire en 40 planches et 4 planches de dessins et commentaires sur la Flandre.
- La Parabole des aveugles[7], Communauté flamande, 2002
Scénario : Jansen et Janssen - Dessin : Ron Van Riet - Couleurs : quadrichromie

### Collectifs
- Flash Back[9], Comic! Events, août 1995
Scénario : collectif - Dessin : collectif dont Ron Van Riet - Couleurs : noir et blanc,Ce Flash Back a été réalisé en collaboration avec Bédéciné Illzach et édité à l'occasion du 10e festival BD Coxyde (15 juillet au 6 août 1995) à 1500 exemplaires numérotés à la main. Rares textes et titres des séries en deux langues : français et flamand. D/1995/6941/06. Format à l'italienne.

#### Livres
- Danny De Laet et Yves Varende, Au-delà du septième art : histoire de la bande dessinée belge, Bruxelles, Ministère des affaires étrangères, du commerce extérieur et de la coopération au développement, coll. « Chroniques belges » (no 322), 1979, 302 p., ill. ; 22 cm (OCLC 301693218, lire en ligne).
- (nl) « Van Riet Ronald », dans Striptekenaars in Vlaanderen [« Les Dessinateurs de bande dessinée en Flandre »], Anvers, Vlaamse Onafhankelijke Stripgilde, 1982, 132 p., ill. (ISBN 90-70481-15-4, OCLC 902354153, présentation en ligne), p. 118.